# مفصل بازویی‌زندپایینی
مفصل بازویی‌زندپایینی یا مفصل هومرو اولنار (انگلیسی: Humeroulnar joint) بخشی از مفصل آرنج است. مفصل بازویی‌زندپایینی از دو استخوان یعنی استخوان بازو (هومروس) و استخوان زند پایینی (اولنا) تشکیل شده‌است.
مفصل بازویی‌زندپایینی میان قسمت قرقره (تروکله‌آ) استخوان بازو با حفره قرقره‌ای استخوان زند پایینی واقع شده است.